# 中国共产党全国律师行业委员会
中国共产党全国律师行业委员会（简称“全国律师行业党委”），由中国共产党司法部党组领导和管理，负责指导全国律师行业党的建设工作。

## 沿革
截止2016年底，中华人民共和国全国31个省（自治区、直辖市）律师协会和新疆生产建设兵团律师协会都建立了党委、党组；全国2.6万余家律师事务所单独或者联合建立党组织的有16500余家。在34万余名执业律师中，党员律师自2008年6月底的4.4万人增加到2016年底的10万余人，占律师队伍总人数的31%。
2017年，为深入贯彻落实中共十九大精神和中共中央总书记习近平关于加强律师队伍建设的一系列指示精神，进一步加强新形势下律师行业党的建设工作，推动律师工作改革发展，以适应新时代党和国家各项事业发展的需要，根据2015年中共中央办公厅印发的《关于加强社会组织党的建设工作的意见（试行）》，报经中共中央组织部同意，司法部党组于2017年10月26日决定成立中国共产党全国律师行业委员会，简称“全国律师行业党委”，负责指导全国律师行业党的建设工作。
2015年中共中央办公厅印发的《关于加强社会组织党的建设工作的意见（试行）》规定，“行业特征明显、管理体系健全的行业，可依托行业协会商会建立行业党组织。行业党组织对会员单位党建工作进行指导。”“有业务主管单位的社会组织党建工作，由业务主管单位党组织领导和管理，接受社会组织党建工作机构的工作指导。”依照上述规定，全国律师行业党委依托中华全国律师协会建立，由律师业务主管单位司法部的中国共产党司法部党组领导和管理，接受中共中央国家机关工作委员会的工作指导。
2017年新组建的全国律师行业党委由9人组成，司法部党组成员、副部长熊选国任党委书记；全国律协会长王俊峰、司法部政治部副主任兼人事警务局局长陈俊生、司法部律师公证工作指导司司长周院生任副书记；全国律协秘书长韩秀桃，全国律协副会长吕红兵、蒋敏、张学兵、章靖忠为党委委员。2017年10月31日，司法部党组成员、副部长，全国律师行业党委书记熊选国主持召开全国律师行业党委第一次会议。10月31日，全国律协召开全国律师行业党委成立新闻发布会。

## 职责
1. 以习近平新时代中国特色社会主义思想为指导，宣传、执行党的路线方针政策，贯彻执行党中央、中组部、中央政法委和司法部党组关于律师工作的部署和要求，落实党对律师工作的领导，确保律师行业坚持正确的政治方向；
2. 制定和组织实施律师行业党的建设工作规划，指导律师行业党的思想、组织、作风、制度和反腐倡廉建设，实现和保持党组织和党的工作有效覆盖，充分发挥党组织的政治核心作用和党员的先锋模范作用；
3. 指导律师行业党组织完善规章制度，严肃组织生活，严明政治纪律、政治规矩和组织纪律，做好党员领导干部和党员队伍教育管理工作，切实落实从严治党要求；
4. 指导律师行业思想政治建设和精神文明建设，负责律师行业统一战线工作和工青妇等群团组织工作，做好对非中共党员律师的引导，关心和维护广大律师合法权益，团结、影响和带动律师队伍积极参加中国特色社会主义法治国家建设实践；
5. 负责律师行业党的建设工作的评选表彰，承担律师行业党的工作情况综合分析和报告；
6. 负责中华全国律师协会党的工作，支持全国律协理事会依照法律和协会章程开展工作，督促协会健全完善管理制度和行业规范，加强行业自律管理，充分发挥行业自律组织的作用；
7. 完成司法部党组交给的其他任务[1]。

## 历任领导
| 书记 - 熊选国（2017年10月—，司法部党组成员、副部长） | 副书记 - 王俊峰（2017年10月—，全国律协会长） - 陈俊生（2017年10月—，司法部政治部副主任兼人事警务局局长） - 周院生（2017年10月—，司法部律师公证工作指导司司长） |